# Dùn da Ghaoithe
Dùn da Ghaoithe är ett berg i Storbritannien.   Det ligger i kommunen Argyll and Bute och riksdelen Skottland, i den nordvästra delen av landet, 600 km nordväst om huvudstaden London. Toppen på Dùn da Ghaoithe är 764 meter över havet, eller 657 meter över den omgivande terrängen. Bredden vid basen är 13,7 km. Dùn da Ghaoithe ligger på ön Inner Hebrides.
Terrängen runt Dùn da Ghaoithe är kuperad. Havet är nära Dùn da Ghaoithe åt nordost.Runt Dùn da Ghaoithe är det mycket glesbefolkat, med 2 invånare per kvadratkilometer. Närmaste större samhälle är Oban, 19,6 km öster om Dùn da Ghaoithe. Trakten runt Dùn da Ghaoithe består i huvudsak av gräsmarker.